# Hubert Orłowski
Hubert Orłowski (ur. 22 maja 1937 w Podlejkach na Warmii) – polski germanista, emerytowany profesor zwyczajny UAM, profesor w Instytucie Zachodnim w Poznaniu. Związany ze stowarzyszeniem Wspólnota Kulturowa Borussia w Olsztynie. Od 2002 członek korespondent, a od 2010 członek rzeczywisty PAN. Jego specjalności to: literatura i kultura niemiecka ze szczególnym uwzględnieniem okresu Trzeciej Rzeszy, teoria narracji, semantyka historyczna i badania nad stereotypami, stosunki literackie polsko-niemieckie. Jest badaczem procesu powstawania stereotypów niemieckich o Polakach; w tym terminu: „Polnische Wirtschaft” i autorem esejów o recepcji Bertolta Brechta w Polsce. Opracował m.in. antologię: Współczesna myśl literaturoznawcza w Republice Federalnej Niemiec (1986). Wypromował ponad 20 doktorantów. Wraz z Christophem Kleßmannem współredaktor „Poznańskiej Biblioteki Niemieckiej”.

## Kariera naukowa
Studia germanistyczne ukończył w 1961 na UAM. Od 1977 profesor Uniwersytetu im. Adama Mickiewicza w Poznaniu.
W latach 1976–1977 oraz w 1980 stypendysta Fundacji Aleksandra von Humboldta. W latach 1984–1985 wykładał gościnnie na Uniwersytecie Christiana Albrechta w Kilonii, a od 1987 do 1988 na Uniwersytecie Karla Franza w Grazu. Wykładał w ponad dwudziestu niemieckich, austriackich i holenderskich uniwersytetach.
Pod jego kierunkiem w 1994 stopień naukowy doktora uzyskał Jerzy Kałążny.
Został rektorem Wyższej Szkoły Języków Obcych im. Samuela Bogumiła Lindego w Poznaniu. Od 2006 członek Rady Fundacji Wspólnota Kulturowa Borussia, członek Rady Kuratorów w Fundacji Zakład Narodowy im. Ossolińskich, wiceprzewodniczący Rady Naukowej Centrum Badań Historycznych PAN w Berlinie. Od 2008 roku członek Kapituły Nagrody im. Jerzego Giedroycia.
W 2011 został członkiem Komitetu Nauk Politycznych Polskiej Akademii Nauk.

## Nagrody i odznaczenia
Otrzymał następujące medale i odznaczenia: Jakuba i Wilhelma Grimmów (1980), Krzyż Honorowy Republiki Austrii I Klasy „Za Zasługi dla Nauki i Sztuki” (1984), Krzyż Oficerski (1989) i Krzyż Komandorski (2005) Orderu Odrodzenia Polski, Złoty Medal Goethego Instytutu Goethego w Monachium za szczególne zasługi dla języka niemieckiego za granicą i wspieranie międzynarodowych kontaktów kulturalnych (1990), Fundacji Alexander von Humboldt-Stiftung „Za Zasługi dla Języka i Literatury Niemieckiej w Europie Środkowowschodniej” (1993), Medal Komisji Edukacji Narodowej (1995), Krzyż Zasługi I Klasy Orderu Zasługi Republiki Federalnej Niemiec (2007). Laureat nagród: Ministra Edukacji Narodowej (1976, 1986, 1997, 2001, 2005), Redakcji „Życia Literackiego” za monografię Literatura w III Rzeszy (1976), Klio I stopnia Porozumienia Wydawców Książki Historycznej za monografię Polnische Wirtschaft. Nowoczesny niemiecki dyskurs o Polsce (1998), Nagroda Literacka Samuela Bogumiła Lindego miast Toruń-Göttingen (2004), doktorat honoris causa Uniwersytetu Opolskiego (2005), doktorat honoris causa Uniwersytetu Warmińsko-Mazurskiego w Olsztynie (2009).

## Dorobek naukowy

### Monografie
- Prädestination des Dämonischen. Zur Frage des bürgerlichen Humanismus in Thomas Manns „Doktor Faustus”, Wydawnictwo Naukowe UAM Poznań 1969.
- Untersuchungen zum falschen Bewußtsein im deutschen Entwicklungsroman, Wydawnictwo Naukowe UAM Poznań 1971.
- Literatura w III Rzeszy, Wydawnictwo Poznańskie Poznań 1975, wyd. drugie zmienione 1979.
- Polnisches Schrifttum unter Zensur. Wilhelminische und nationalsozialistische Zensurpolitik im Vergleich, Georg Eckert-Institut Braunschweig Frankfurt/M.1988.
- Polnische Wirtschaft“. Zum deutschen Polendiskurs der Neuzeit, Harrassowitz Verlag Wiesbaden 1996.
- Wobec zniewoleń „krótkiego stulecia”. Szkice o literaturze austriackiej i niemieckiej pod redakcją Edwarda Białka. Posłowiem zaopatrzył Wojciech Kunicki, Oficyna Wydawnictwa Witold Poddworny Atut, Wrocław 1997.
- Polnische Wirthschaft. Nowoczesny niemiecki dyskurs o Polsce, przekład Izabela i Sven Sellmer, Wspólnota Kulturowa Borussia Olsztyn 1998.
- Literatur und Herrschaft – Herrschaft und Literatur. Zur deutschen und österreichischen Literatur im 20. Jahrhundert, Peter Lang Europäischer Verlag der Wissenschaften (= Oppelner Beiträge zur Germanistik, Bd. 2), Frankfurt a. M. Berlin/Bern/Bruxelles/New York 2000.
- Warmia z oddali. Odpominania, Borussia, Olsztyn 2000.
- Z modernizacją w tle. Wokół rodowodu nowoczesnych niemieckich wyobrażeń o Polsce i Polakach. PTPN Poznań 2002.
- Przemoc – tabu – trauma ofiar. Wokół najnowszej opowieści Güntera Grassa. Zeszyty Instytutu Zachodniego, Nr 30, Poznań 2002.
- Zrozumieć świat: szkice o literaturze i kulturze niemieckiej XX wieku, Wrocław 2003.
- Za górami, za lasami... O niemieckiej literaturze Prus Wschodnich 1863-1945. Borussia Olsztyn 2003.
- Die Lesbarkeit von Stereotypen. Der deutsche Polendiskurs im Blick historischer Stereotypenforschung und historischer Semantik, Oficyna Wydawnicza ATUT – Wrocławskie Wydawnictwo Oświatowe Wrocław 2004.
- Rzecz o dobrach symbolicznych. Gietrzwałd 1877, Borussia Olsztyn 2005.
- Die Lesbarkeit von Stereotypen. Der deutsche Polendiskurs im Blick historischer Stereotypenforschung und historischer Semantik. Zweite, durchgesehene Auflage, Neisse Verlag Wrocław-Görlitz 2005.
- (współautor) Dzieje kultury niemieckiej. PWN Warszawa 2006.
- Przemoc – tabu – trauma ofiar. Wokół najnowszej opowieści Güntera Grassa. Zeszyty Instytutu Zachodniego, Nr 30, Poznań 2002, 35 ss
- H. Orłowski (red.), Moje Niemcy – moi Niemcy. Odpominania polskie, Wyd. Instytutu Zachodniego Poznań 2009

### Redakcja – „Poznańska Biblioteka Niemiecka”
- Norbert Elias, Rozważania o Niemcach. Zmaganie o władzę a habitus narodowy i jego przemiany w XIX i XX wieku, 1996.
- Walter Benjamin, Anioł historii. Eseje, szkice, fragmenty. Wybór i przedmowa Hubert Orłowski, 1996.
- Wolf Lepenies, Trzy kultury. Socjologia między literaturą a nauką. Przedmowa Hubert Orłowski, 1997.
- Jürgen Kocka, O historii społecznej Niemiec, 1997.
- Gottfried Benn, Po nihilizmie. Eseje, szkice. Wybór, przedmowa i opracowanie Hubert Orłowski, Poznań 1998.
- Rewolucja konserwatywna w Niemczech 1918-1933. Wybór i wstęp Wojciech Kunicki, 1999.
- Christoph Kleßmann, Sporne problemy współczesnej historii Niemiec, Studia i Szkice, 1999.
- Trzecia Rzesza, nazizm a procesy modernizacji. Studia i szkice. Wybór i wstęp Hubert Orłowski, 2000.
- Cenzura w Niemczech w XX wieku. Studia, analizy, dokumenty. Wybór i wstęp Czesław Karolak 2000.
- Przestrzeń i polityka. Z dziejów niemieckiej myśli politycznej. Wybór i wstęp Anna Wolff-Powęska i Eberhard Schulz, 2000.
- Hans-Adolf Jacobsen, Imperatyw pokoju. Polityka i wojna w XX wieku. Wstęp Mieczysław Tomala, 2000.
- Reinhart Koselleck, Semantyka historyczna. Wybór i opracowanie Hubert Orłowski, tłumaczenie Wojciech Kunicki, 2001.
- Państwo a społeczeństwo. Wizje wspólnot niemieckich od oświecenia do okresu restauracji. Wybór i opracowanie Tadeusz Namowicz, 2001.
- Kultura techniki. Studia i szkice Wybór i wprowadzenie Erhard Schütz, 2001.
- Peter Steinbach, Opór – sprzeciw – rezystencja. Postawy społeczności niemieckiej w Trzeciej Rzeszy a pamięć zbiorowa, 2001.
- Thomas Mann, Moje czasy. Eseje. Wybór i wstęp Hubert Orłowski, 2002.
- Polacy i Niemcy. Historia – kultura – polityka. Redakcja Andreas Lawaty, Hubert Orłowski, 2003.
- Europejskie wizje niemieckich pisarzy w XX wieku. Wybór i opracowanie Leszek Żyliński, 2003.
- Opowiadanie historii w niemieckiej refleksji teoretycznohistorycznej i literaturoznawczej od oświecenia do współczesności, Wybór, przekład i opracowanie Jerzy Kałążny, 2003.
- Max Weber, Racjonalność, władza, odczarowanie Wybór, wstęp, przekład Marian Holona, 2004.
- Praeceptores. Teologia i teologowie języka. Wybór, redakcja i komentarz Eligiusz Piotrowski i Tomasz Węcławski 2005.
- Walter Eucken: Podstawy polityki gospodarczej. Wprowadzenie Peter Steinbach, przekład Jerzy Kałążny, 2005.
- Klaus Zernack, Niemcy – Polska. Niemcy – Polska. Z dziejów trudnego dialogu. Wybór i wstęp Olszewski, przekład Łukasz Musiał, 2006.
- Ernst Troeltsch, Religia, kultura, filozofia. Wybór pism. Wybór, wstęp, przekład Andrzej Przyłębski, 2006.
- Spory o biedermeier. Wybór, wstęp i opracowanie Jacek Kubiak. 2007.
- Rainer Lepsius,  O kulturze politycznej w Niemczech. Przekład Arkadiusz Żychliński. 2007.
- O kondycji Niemiec. Niemiecka tożsamość w debatach intelektualistów po 1945 roku. Wybór i opracowanie Joanna Jabłkowska i Leszek Żyliński, 2008.
- Sonderweg. Spory o „niemiecką drogę odrębną”. Wybór, opracowanie i wprowadzenie Hubert Orłowski. Przekład Jerzy Kałążny, 2008.
- W Kunicki (red.), Śląsk. Rzeczywistości wyobrażone 2009.
- Karl Schlögel: W przestrzeni czas czytamy. O historii cywilizacji i geopolityce. Przekład Izabela Drozdowska,

Łukasz Musiał. Posłowie Hubert Orłowski. 2009, 548 ss.;
- Gottfried Schramm: Polska w dziejach Europy środkowej. Studia, Przekład Ewa Płomińska-Krawiec. 2010.
- Heinz Schilling: Konfesjonalizacja. Kościół i państwo w Europie doby przednowoczesnej. Przekład Jerzy Kałążny. Posłowie Hubert Orłowski 2010.

### Tomy zbiorowe i opracowania
- Österreichisch-polnische literarische Nachbarschaft. Wybór, wstęp i opracowanie naukowe, Wydawnictwo Naukowe UAM Poznań 1979.
- Współczesna literatura NRD. Redakcja naukowa i wstęp, Wydawnictwo Poznańskie Poznań 1982.
- Traditionen und Traditionssuche des deutschen Faschismus (Hg., mit Günter Hartung): Bd. 1, Martin-Luther Universität Halle/S.1983.
- Traditionen und Traditionssuche des deutschen Faschismus, (Hg. Hubert Orłowski, Günter Hartung), Martin Luther-Universität Halle/Saale 1987, t. 1.
- Traditionen und Traditionssuche des deutschen Faschismus, (Hg. Hubert Orłowski, Günter Hartung), Wydawnictwo Naukowe UAM Poznań 1988, t. 2.
- Die Rezeption der polnischen Literatur im deutschsprachigen Raum und der deutschsprachigen in Polen 1945-1985 (Hg. Hubert Orłowski, Heinz Kneip), Darmstadt 1988.
- Gunterus Grass. Doctor honoris causa universitatis studiorum Mickiewiczianae Posnanienis, Wydawnictwo Naukowe UAM Poznań 1991.
- Traditionen und Traditionssuche des deutschen Faschismus. 4. Protokollband (Hg. Hubert Orłowski, Günter Hartung), Wydawnictwo Naukowe UAM Poznań 1992.
- Heimat und Heimatliteratur in Vergangenheit und Gegenwart, Wydawnictwo New Ton Poznań 1993.
- Literaturindizierung im 19. und 20. Jahrhundert (Studia Germanica Posnaniensia XXII), Poznań 1995.
- Utracona ojczyzna. Przymusowe wysiedlenia, deportacje i przesiedlenia jako wspólne doświadczenie (red. Hubert Orłowski, Andrzej Sakson), Instytut Zachodni Poznań 1996.
- Redakcja tomu oraz wstęp („Einleitung”), w: Florian Znaniecki, Der Untergang der westlichen Zivilisation, Wydawnictwo Poznańskie Poznań 1996.
- Hubert Orłowski i Andrzej Sakson (red.): Utracona ojczyzna. Przymusowe wysiedlenia, deportacje i przesiedlenia jako wspólne doświadczenie, Instytut Zachodni Poznań 1997.
- Słownik twórców kultury niemieckojęzycznej, Wydawnictwo Poznańskie Poznań 1997 (redakcja, współautor, 108 haseł).
- Elity niemieckie w jednoczących się Niemczech, Instytut Zachodni Poznań 1999, (redakcja, współautor).
- Deutsche und Polen. Geschichte – Kultur – Politik. Herausgegeben von Andreas Lawaty und Hubert Orłowski. München 2003.
- Sztuki piękne w Trzeciej Rzeszy. Katalog wystawy (redakcja Hubert Orłowski). WSJO Galeria Piekary. Poznań 2004, (21 plansz, CD).
- Deutsche und Polen. Geschichte – Kultur – Politik. Herausgegeben von Andreas Lawaty und Hubert Orłowski, wyd. 2, C.H.Beck München 2006.
- „Erschießen will ich nicht!” Als Offizier und Christ im totalen Krieg. Das Kriegstagebuch des Dr. August Töpperwien. 3. September 1939 bis 6. Mai 1945. Herausgegeben von Hubert Orłowski und Thomas F. Schneider. Gaasterland-Verlag Köln 2006.
- Andreas Lawaty / Hubert Orłowski (redakcja naukowa): Polacy i Niemcy. Historia – kultura – polityka, wydanie drugie, Poznań Wydawnictwo Poznańskie 2008.
- Anton Sterbling, Hubert Orłowski, Matthias Theodor Vogt (Hrsg.): Demokratiefragen, politische Kultur und intellektuelle Reflexion im europäischen Horizont. Rothenburger Beiträge. Polizeiwissenschaftliche Schriftenreihe. Band 42, Rothenburg/Oberlausitz 2008.

### Antologie
- Nieznany cel. Antologia opowiadań RFN. Wybór i wstęp..., PIW Warszawa 1974, 458 ss.
- Walter Benjamin, Twórca jako wytwórca. Wybór, wstęp i przekład częściowy..., Wydawnictwo Poznańskie Poznań 1975.
- Elias Canetti, Głosy Marakeszu. Wybór, wstęp i przekład częściowy..., Czytelnik Warszawa 1977.
- Robert Weimann, Literatura: Produkcja i recepcja. Wybór i wstęp..., PIW Warszawa 1978.
- Historie bez tytułu. Współczesna proza NRD. Wybór, wstęp i noty biograficzne..., Wydawnictwo Poznańskie Poznań 1978.
- Georg Heym, Sekcja. Wybór i wstęp..., PIW Warszawa 1979.
- Gabinet figur woskowych. Wybór i wstęp..., Wydawnictwo Poznańskie Poznań 1980.
- Antologia dramatu NRD. Wybór i wstęp..., PIW Warszawa 1980, T. 1 (Bertolt Brecht, Friedrich Wolf), T. 2 (Peter Hacks, Heiner Müller, Volker Braun(inne języki)).
- Eseistyka literacka NRD. Wybór i wstęp..., Czytelnik Warszawa 1980.
- Antologia opowiadań pisarzy NRD. Wybór i wstęp..., Wydawnictwo Poznańskie Poznań 1980.
- Niemoc. Antologia opowiadań science fiction pisarzy NRD. Wybór i wstęp..., Wydawnictwo Poznańskie Poznań 1983.
- Annäherung und Distanz. DDR-Literatur in der polnischen Literaturkritik (Hg. Hubert Orłowski, Manfred Diersch), Mitteldeutscher Verlag Halle/S. 1983.
- Współczesna myśl literaturoznawcza w RFN. Wybór i wstęp..., Czytelnik Warszawa 1986.
- Wobec faszyzmu. [Intelektualiści niemieccy o faszyzmie]. Wybór, wstęp..., PIW Warszawa 1987.
- Robert Musil, Człowiek matematyczny i inne eseje, Czytelnik Warszawa 1995.

### Niektóre artykuły
- Hubert Orłowski, „Pamięć przemocy instytucjonalizowanej a semantyka historyczna Policy Papers” nr 1(I) w: M. Rutowska, Z. Mazur, H. Orłowski, Historia i pamięć: masowe przesiedlenia 1939–1945–1949, Instytut Zachodni 2009, s. 42-62.
- Hubert Orłowski, „Stereotypy „długiego trwania“ a procesy nation building”, w: Andreas Lawaty, Hubert Orłowski (red.), Polacy i Niemcy., Poznań 2003,s. 302-317.
- Hubert Orłowski, Das Stereotyp 'polnische Wirtschaft' im Spannungsfeld aufklärerischer Modernisierungskritik. w: Kwartalnik Neofilologiczny 43 (1996), s. 101-116.
- Hubert Orłowski, Kariera stereotypu „polnische Wirtschaft”. w: Zbliżenia (1992), nr 2 (3), s. 66-80. Niemieckie streszczenie: Die Karriere des Stereotyps von der „polnischen Wirtschaft”, s. 79 f.
- Hubert Orłowski, „Polnische Wirtschaft”: dzieje i funkcje stereotypu. w: Przegląd Zachodni 47 (1991), nr 3, s. 1-24.
- Hubert Orłowski, „Polnische Wirtschaft”. w: Ewa Kobylińska, Andreas Lawaty, Rüdiger Stephan (wyd.): Polacy i Niemcy. 100 kluczowych pojęć. Warszawa: Biblioteka „Więzi” 1996, s. 437-443.
- Hubert Orłowski, „Polnische Wirtschaft”: Zur Tiefenstruktur des deutschen Polenbildes. w: Dietrich Harth (wyd.): Fiktion des Fremden. Erkundung kultureller Grenzen in Literatur und Publizistik (= Fischer-Taschenbuch 12512). Frankfurt a. M.: Fischer-Taschenbuch-Verl. 1994, s. 113-136.
- Hubert Orłowski, „Polnische Wirtschaft”. Zum deutschen Polendiskurs der späten Neuzeit. w: Karl-Günter Schirrmeister (opr.): Deutsch-Polnisches Symposium 22.-24. Januar 1995 in Strausberg. Dokumentation (= Schriftenreihe der AIK 10). [Strausberg 1995], s. 6-30. (dyskusja, s. 45-49.)
- Hubert Orłowski, „Polnische Wirtschaft” im Blick der historischen Semantik und historischen Stereotypenforschung. w: Waldemar Pfeiffer (wyd.): Wissenschaft und Wirtschaft – Wechselseitige Beziehungen und gesellschaftliche Funktion. Dokumentation eines internationalen Kongresses 25. 28.06.1998 Gdańsk (= Societas Humboldtiana Polonorum 7). Toruń: Wyd. Uniwersytetu Mikołaja Kopernika 1999, s. 82-95.